# Dutty Boukman
Dutty Boukman (* um 1767 in Westafrika; † 1791 auf Saint-Domingue, heute Haiti) war der Anführer des ersten entscheidenden Sklavenaufstandes 1791 in Saint-Domingue. Obwohl Boukman schon in den ersten Wochen der Rebellion getötet wurde, bekamen die Sklavenhalter der damals noch französischen Besitzung von diesem Zeitpunkt an bis zur Unabhängigkeit Haitis die Freiheitskämpfer nicht mehr unter Kontrolle. Boukman wurde ein haitianischer Volksheld und seine Rolle während der den Aufstand einleitenden religiösen Voodoo-Zeremonie im Bois Caïman (Krokodilwald) ist legendär, obwohl sie nicht mit letzter historischer Sicherheit belegt ist.

## Leben und Legende
Das genaue Geburtsjahr und der Geburtsort Boukmans in Westafrika, heute Senegal und Gambia, sind unbekannt, er wurde nach Jamaika verschleppt. In seiner Heimat soll er ein muslimischer Geistlicher, der oft als Mann des Buches bezeichnet wurde, gewesen sein. Von Jamaika aus wurde Boukman nach Saint-Domingue weiterverkauft.
Auf Saint-Domingue arbeitete Boukman als Kutscher, was ihm ein Optimum an Informationen über die Außenwelt gab, das einem Sklaven damals an diesem Ort möglich war. Gleichzeitig war er durch sein Wissen, durch seine beeindruckende Erscheinung und seinen Widerstandsgeist sehr einflussreich unter den Sklaven. Als er seinem Herren weglief und Führer eine Gruppe von weggelaufenen Sklaven (Maroons) wurde, war Boukman deswegen in der Lage, Informationen zu verteilen, Gruppen zu koordinieren und eine Rebellion zu planen.
In der Nacht des 21. August 1791 führte er mit der Voodoo-Priesterin Cécile Fatiman und anderen Anführern wie Georges Biassou und Jean François Papillon die berühmte Zeremonie im „Wald der Krokodile“ durch, bei der er ein ebenso legendäres Gebet gesprochen haben soll:
Gott, der die Erde geschaffen hat, Gott, der die Sonne schuf, um uns Licht zu geben, Gott, der den Ozean zurückhält, der den Donner grollen läßt. Unser Gott, der Ohren hat zu hören. Du, der du verborgen bist in den Wolken, der uns von dort beobachtet. Du sieht alles, was die Weißen uns an Leid zugefügt haben. Der Gott des weißen Mannes veranlaßt ihn, Verbrechen zu begehen. Aber der Gott in uns will, das wir Gutes tun. Unser Gott, der so gut ist, so gerecht, er befiehlt uns, unsere ungerechte Behandlung zu rächen. Er ist es, der unsere Waffen führen wird und uns den Sieg bringen wird. Es ist er, der uns helfen wird. Wir alle sollten es wegwerfen, das Bild des weißen Mannes Gott, der so gnadenlos ist. Lauscht der Stimme der Freiheit, die in all unseren Herzen singt.
Wegen dieses Gebetes wurde Boukman auch als Voodoo-Priester bezeichnet. Dafür gibt es, abgesehen von der Zeremonie, keine Indizien, auch keinen Beleg dafür, dass er ein Houngan oder ein Bocor war.
Einen Tag nach dem Treffen im Bois Caïman brach die Rebellion los. Boukman wurde schon in den ersten Wochen angeblich gefangen und hingerichtet, nach anderen Berichten aber fiel der als wilder Kämpfer bekannte Anführer in einem Scharmützel. Träfe die letztere Version zu, wird als sein Todestag der 15. Oktober 1791 genannt (Geggus). Jedenfalls wurde er getötet oder verschwand völlig von der Bildfläche. Ein abgeschlagener Kopf wurde mit dem Namen Boukman öffentlich präsentiert, doch der haitianische Nationalheld und andere Anführer, die nun in allen Teilen der Kolonie aufstanden (Toussaint L’Ouverture), waren trotz eines jahrelang andauernden Gemetzels mit beispielloser Brutalität auf allen Seiten nicht mehr aufzuhalten.